# Oberea anterufa
Oberea anterufa là một loài bọ cánh cứng trong họ Cerambycidae.